# Berriz
Berriz és un municipi de la província de Biscaia, País Basc, pertanyent a la comarca del Duranguesat amb una població de 4.540 habitants (INE-2005). L'extensió del municipi és de 29,9 km² pel que la densitat poblacional és de 151,83 hab./km².

## Personatges il·lustres
- Marino Lejarreta, ciclista (1957)
- Margarita de Maturana, (Bilbao 1884 - Sant Sebastià 1934), religiosa beatificada (22/10/2006) fundadora de les Mercedàries Missioneres de Berriz.
- Otxoa López de Bérriz.
- Juan Bautista de Zuaza y Gomendio (1633-1679), Catedràtic de Cànons en la Universitat de Salamanca.
- Juan Bautista Iturriozaga y Asategui, assistent del rei Felip V.
- Pedro Bernardo de Villarreal de Berriz y Sáez de Andicona.
- Juan Vicente de Cengotitabengoa y Ariño, bisbe de San Juan de Puerto Rico.
- Martín de Uribe y Abedibar de Mallagaray.
- Juan Ramón de Iturriza y Gárate-Zabala, escriptor, nascut en 1741.
- Bernardo Gabiola y Lazpita, nascut el 1880. Músic organista.